# Castelnaud-la-Chapelle
Castelnaud-la-Chapelle település Franciaországban, Dordogne megyében. Lakosainak száma 449 fő (2022. január 1.). Castelnaud-la-Chapelle Beynac-et-Cazenac, Saint-Laurent-la-Vallée, Allas-les-Mines, Cénac-et-Saint-Julien, Grives, Vézac, Saint-Cybranet, Veyrines-de-Domme és Saint-Vincent-de-Cosse községekkel határos.

## Népesség
A település népességének változása:
| Lakosok száma | 475  | 471  | 472  | 457  | 452  | 448  | 447  | 447  | 449  |
|               | 2013 | 2015 | 2016 | 2017 | 2018 | 2019 | 2020 | 2021 | 2022 |